# Euphorbia pedroi
Euphorbia pedroi là một loài thực vật có hoa trong họ Đại kích. Loài này được Molero & Rovira mô tả khoa học đầu tiên năm 1997.